# Coupe Gambardella 2021-2022
Navigation
Édition précédente Édition suivante
La Coupe Gambardella 2021-2022 est la 68e édition de la Coupe Gambardella de football. Elle est organisée durant la saison 2021-2022 par la Fédération française de football et ses ligues régionales, et se déroule sur toute la saison, de septembre à mai. La compétition à élimination directe met aux prises les équipes de moins de 19 ans des clubs à travers la France.

## Calendrier
| Tour                              | Nom                        | Dates retenues       |
| Épreuve éliminatoire (2021)       |                            |                      |
| 1                                 | Premier tour               | Dates régionales     |
| 2                                 | Deuxième tour              | Dates régionales     |
| 3                                 | Troisième tour             | Dates régionales     |
| 4                                 | Quatrième tour             | Dates régionales     |
| 5                                 | Cinquième tour             | Dates régionales     |
| 6                                 | Finales régionales         | Dates régionales     |
| Phase finale (2021 et 2022)       |                            |                      |
| Entrée des 56 clubs nationaux U19 |                            |                      |
| 7                                 | 1er tour fédéral           | dimanche 12 décembre |
| 8                                 | Trente-deuxièmes de finale | dimanche 9 janvier   |
| 9                                 | Seizièmes de finale        | dimanche 30 janvier  |
| 10                                | Huitièmes de finale        | dimanche 20 février  |
| 11                                | Quarts de finale           | dimanche 13 mars     |
| 12                                | Demi-finales               | dimanche 10 avril    |
| 13                                | Finale au Stade de France  | samedi 7 mai         |

## Résultats

### 1ertour fédéral
Le tirage au sort a lieu le 25 novembre 2021.
Les rencontres ont lieu le dimanche 12 décembre 2021.
Les 128 clubs sont répartis dans 6 groupes par géographie (pour éviter les longs déplacements).
- Groupe A

| Date             | Heure | Club                     | Résultat          | Club                    | Stade                                        | Réf.    |
| ---------------- | ----- | ------------------------ | ----------------- | ----------------------- | -------------------------------------------- | ------- |
| 12 décembre 2021 | 12h00 | AC Cambrai               | 0 - 5             | Montfermeil FC          | Stade de la liberté, Cambrai                 | Rapport |
| 12 décembre 2021 | 14h30 | RC Lens                  | 0 - 3             | Amiens SC               | Stade Daniel Leclercq, Avion                 | Rapport |
| 12 décembre 2021 | 14h30 | Entente Feignies Aulnoye | 2 - 0             | JA Drancy               | Stade de l'Attoque, Aulnoye-Aymeries         | Rapport |
| 12 décembre 2021 | 14h30 | AS Templeuve             | 1 - 5             | US Boulogne             | Stade Jean-Pierre Felix, Templeuve-en-Pévèle | Rapport |
| 12 décembre 2021 | 14h30 | USL Dunkerque            | 0 - 3             | Valenciennes FC         | Stade Marcel-Tribut N°2, Dunkerque           | Rapport |
| 12 décembre 2021 | 14h30 | CS Sedan Ardennes        | 0 - 3             | Stade de Reims          | Stade Michel Charlot, Sedan                  | Rapport |
| 18 décembre 2021 | 14h30 | Neuville-en-Ferrain 96   | 1 - 3             | LOSC Lille              | Stade Jean Depoortère, Neuville-en-Ferrain   | Rapport |
| 19 décembre 2021 | 14h30 | AS Marck                 | 1 - 1 (5 T.a.b 4) | Olympique Saint-Quentin | Stade Jean-Claude Agneray, Marck             | Rapport |

- Groupe B

| Date             | Heure | Club                           | Résultat          | Club                 | Stade                                               | Réf.    |
| ---------------- | ----- | ------------------------------ | ----------------- | -------------------- | --------------------------------------------------- | ------- |
| 11 décembre 2021 | 14h30 | FC Sainte-Croix-en-Plaine      | 0 - 3             | FCSR Haguenau        | Stade des Sports la Colombe, Sainte-Croix-en-Plaine | Rapport |
| 11 décembre 2021 | 14h30 | FC Sochaux-Montbéliard         | 2 - 2 (5 T.a.b 6) | RC Strasbourg Alsace | Stade René Blum, Montbéliard                        | Rapport |
| 12 décembre 2021 | 14h30 | Haute Lizaine Pays d'Héricourt | 1 - 3             | Paris 13 Atletico    | Stade Mougnot, Héricourt                            | Rapport |
| 12 décembre 2021 | 14h30 | AS Nancy-Lorraine              | 1 - 1 (4 T.a.b 5) | AJ Auxerre           | Parc des sports Michel Platini, Velaine-en-Haye     | Rapport |
| 12 décembre 2021 | 14h30 | SC Schiltigheim                | 1 - 3             | FC Metz              | Stade de l'Aar, Schiltigheim                        | Rapport |
| 12 décembre 2021 | 14h30 | FC Kronenbourg                 | 1 - 0             | CO Vincennes         | Stade de Cronenbourg, Strasbourg                    | Rapport |
| 12 décembre 2021 | 14h30 | ES Molsheim Ernolsheim         | 0 - 4             | ES Troyes AC         | Parc des Sports Stadium, Molsheim                   | Rapport |
| 12 décembre 2021 | 14h30 | Jarville JF                    | 1 - 4             | US Torcy             | Stade de Montaigu, Jarville-la-Malgrange            | Rapport |

- Groupe C

| Date             | Heure | Club                       | Résultat          | Club                 | Stade                                         | Réf.    |
| ---------------- | ----- | -------------------------- | ----------------- | -------------------- | --------------------------------------------- | ------- |
| 12 décembre 2021 | 13h00 | AS Clermont Saint-Jacques  | 0 - 0 (1 T.a.b 3) | AC Ajaccio           | Stade de l'Espérance, Clermont-Ferrand        | Rapport |
| 12 décembre 2021 | 14h30 | FC Chalon                  | 5 - 0             | FC Nevers 58         | Stade Léo Lagrange, Chalon-sur-Saône          | Rapport |
| 12 décembre 2021 | 14h30 | Lyon-La Duchère            | 1 - 0             | Roannais Foot 42     | Stade de la Sauvegarde, Lyon                  | Rapport |
| 12 décembre 2021 | 14h30 | FC Villefranche Beaujolais | 1 - 1 (2 T.a.b 4) | Bourg-en-Bresse 01   | Stade Armand Chouffet, Villefranche-sur-Saône | Rapport |
| 12 décembre 2021 | 14h30 | AS Saint-Étienne           | 1 - 2             | Olympique lyonnais   | Stade Aimé Jacquet, L'Étrat                   | Rapport |
| 12 décembre 2021 | 14h30 | FR Saint Marcel            | 0 - 6             | AS Saint-Apollinaire | Plaine de jeux, Saint-Marcel                  | Rapport |
| 12 décembre 2021 | 14h30 | AS Moulins                 | 2 - 7             | ASPTT Dijon          | Stade Hector-Rolland, Moulins                 | Rapport |
| 12 décembre 2021 | 15h00 | Dijon FCO                  | 4 - 0             | CA Pontarlier        | Stade des Poussots, Dijon                     | Rapport |

- Groupe D

| Date             | Heure | Club                   | Résultat | Club                      | Stade                                     | Réf.    |
| ---------------- | ----- | ---------------------- | -------- | ------------------------- | ----------------------------------------- | ------- |
| 12 décembre 2021 | 14h30 | Hyères 83 FC           | 1 - 5    | AS Monaco                 | Stade Gaby Robert, Hyères                 | Rapport |
| 12 décembre 2021 | 14h30 | SC Bastia              | 0 - 2    | AS Saint-Priest           | Stade François-Monti, Biguglia            | Rapport |
| 12 décembre 2021 | 14h30 | Grenoble Foot 38       | 0 - 1    | Istres FC                 | Stade du Vercors, Grenoble                | Rapport |
| 12 décembre 2021 | 14h30 | OGC Nice               | 2 - 0    | AS Cannes                 | Stade de la Plaine du Var, Nice           | Rapport |
| 12 décembre 2021 | 14h30 | Olympique de Marseille | 8 - 0    | AS Pieve Di Lota          | Stade OM campus - Roger Scotti, Marseille | Rapport |
| 12 décembre 2021 | 14h30 | US Cap-d'Ail           | 0 - 2    | Vénissieux FC             | Stade Didier Deschamps, Cap-d'Ail         | Rapport |
| 12 décembre 2021 | 14h30 | Olympique de Valence   | 2 - 1    | SC Toulon                 | Stade Chamberlière, Valence               | Rapport |
| 22 décembre 2021 | 14h30 | ASPTT Marseille        | 9 - 0    | US Veynes-Serres football | Stade Roger Lebert, Marseille             | Rapport |

- Groupe E

| Date             | Heure | Club                     | Résultat | Club                         | Stade                                    | Réf.    |
| ---------------- | ----- | ------------------------ | -------- | ---------------------------- | ---------------------------------------- | ------- |
| 11 décembre 2021 | 14h30 | FCE Mérignac Arlac       | 3 - 0    | AS Saint-Pantaléon-de-Larche | Stade Antoine Cruchon, Mérignac          | Rapport |
| 12 décembre 2021 | 14h30 | US Albi                  | 1 - 3    | Nîmes Olympique              | Stade Maurice-Rigaud, Albi               | Rapport |
| 12 décembre 2021 | 14h30 | Montpellier HSC          | 1 - 0    | Toulouse FC                  | Stade Bernard Gasset, Montpellier        | Rapport |
| 12 décembre 2021 | 14h30 | Canet Roussillon FC      | 2 - 1    | SA Mérignac                  | Stade Saint-Michel 2,Canet-en-Roussillon | Rapport |
| 12 décembre 2021 | 14h30 | Aviron bayonnais FC      | 1 - 2    | SO Millau Football           | Stade Didier Deschamps, Bayonne          | Rapport |
| 12 décembre 2021 | 14h30 | Blagnac FC               | 1 - 2    | AS Béziers                   | Complexe Sportif d'Andromède, Blagnac    | Rapport |
| 12 décembre 2021 | 15h00 | Hasparren FC             | 0 - 3    | US Colomiers                 | Stade Chapitaléa, Hasparren              | Rapport |
| 12 décembre 2021 | 15h00 | Onet-le-Château Football | 0 - 2    | Clermont Foot 63             | Stade de la Roque, Onet-le-Château       | Rapport |

- Groupe F

| Date             | Heure | Club                   | Résultat          | Club                         | Stade                                | Réf.    |
| ---------------- | ----- | ---------------------- | ----------------- | ---------------------------- | ------------------------------------ | ------- |
| 11 décembre 2021 | 14h30 | AS Taillanaise         | 0 - 6             | SC Beaucouzé                 | Stade Le Palio, Le Taillan-Médoc     | Rapport |
| 11 décembre 2021 | 16h00 | Olympique Saumur FC    | 0 - 5             | FC Nantes                    | Stade Rives Du Thouet, Saumur        | Rapport |
| 12 décembre 2021 | 11h00 | Tours FC               | 1 - 4             | Girondins de Bordeaux        | Stade de la Vallée du Cher, Tours    | Rapport |
| 12 décembre 2021 | 14h30 | LB Châteauroux         | 1 - 1 (0 T.a.b 3) | Angers SCO                   | Stade Claude Jamet, Châteauroux      | Rapport |
| 12 décembre 2021 | 14h30 | SO Cholet              | 2 - 1             | USJA Carquefou               | Stade Pierre Blouen, Cholet          | Rapport |
| 12 décembre 2021 | 14h30 | ES Pornichet           | 1 - 2             | Saint-Pryvé Saint-Hilaire FC | Stade Célestin Lalande, Pornichet    | Rapport |
| 12 décembre 2021 | 14h30 | EB Saint-Cyr-sur-Loire | 3 - 0             | USSA Vertou                  | Stade Guy Félix, Saint-Cyr-sur-Loire | Rapport |
| 18 décembre 2021 | 14h30 | La Roche-sur-Yon VF    | 1 - 2             | USM Saran                    | Stade Eugène Ferré, La Roche-sur-Yon | Rapport |

- Groupe G

| Date             | Heure | Club               | Résultat          | Club             | Stade                               | Réf.    |
| ---------------- | ----- | ------------------ | ----------------- | ---------------- | ----------------------------------- | ------- |
| 11 décembre 2021 | 14h30 | Stade brestois 29  | 4 - 0             | US Concarneau    | Stade de Pen Helen, Brest           | Rapport |
| 11 décembre 2021 | 14h30 | AG Plouvorn        | 1 - 2             | Stade lavallois  | Stade Guy de Réals, Plouvorn        | Rapport |
| 12 décembre 2021 | 14h30 | CO Les Ulis        | 2 - 2 (7 T.a.b 8) | AS Vitré         | Stade Jean-Marc Salinier, Les Ulis  | Rapport |
| 12 décembre 2021 | 14h30 | FC Versailles 78   | 1 - 3             | FC Lorient       | Stade de Porchefontaine, Versailles | Rapport |
| 12 décembre 2021 | 14h30 | Montrouge FC 92    | 0 - 2             | US Avranches     | Stade Jean Lezer, Montrouge         | Rapport |
| 12 décembre 2021 | 14h30 | FC Fleury 91       | 2 - 3             | Stade rennais FC | Stade Lascombe, Fleury-Mérogis      | Rapport |
| 12 décembre 2021 | 14h30 | Stade plabennécois | 1 - 0             | Le Mans FC       | Stade Louis Goasduff, Plabennec     | Rapport |
| 12 décembre 2021 | 15h00 | Stade briochin     | 2 - 1             | EA Guingamp      | Stade Fred-Aubert, Saint-Brieuc     | Rapport |

- Groupe H

| Date             | Heure | Club                         | Résultat          | Club                          | Stade                                      | Réf.    |
| ---------------- | ----- | ---------------------------- | ----------------- | ----------------------------- | ------------------------------------------ | ------- |
| 11 décembre 2021 | 14h30 | US Quevilly-Rouen Métropole  | 0 - 0 (5 T.a.b 4) | US Orléans                    | Stade Mahmoud Tiarci, Le Petit-Quevilly    | Rapport |
| 12 décembre 2021 | 14h30 | RC Argenteuil                | 4 - 1             | FC Gisors Vexin Normand       | Stade du Coudray, Argenteuil               | Rapport |
| 12 décembre 2021 | 14h30 | Paris FC                     | 1 - 2             | SM Caen                       | Stade Déjerine, Paris                      | Rapport |
| 12 décembre 2021 | 14h30 | FC 93 Bobigny-Bagnolet-Gagny | 3 - 0             | FC Saint-Lô Manche            | Stade Auguste Delaune, Bobigny             | Rapport |
| 12 décembre 2021 | 14h30 | FC Rouen 1899                | 4 - 1             | Entente Sannois Saint-Gratien | Stade Pierre Lefrançois, Le Grand-Quevilly | Rapport |
| 12 décembre 2021 | 14h30 | US Chantilly                 | 0 - 7             | Le Havre AC                   | Stade des Bourgognes, Vineuil-Saint-Firmin | Rapport |
| 12 décembre 2021 | 14h30 | Évreux FC 27                 | 0 - 1             | FC Chambly Oise               | Stade Mathieu Bodmer, Évreux               | Rapport |
| 12 décembre 2021 | 16h00 | CA Lisieux                   | 1 - 5             | Paris Saint-Germain           | Stade Louis Bielman, Lisieux               | Rapport |

### Trente-deuxièmes de finale
Le tirage au sort a lieu le 16 décembre 2021.
Les rencontres ont lieu le dimanche 9 janvier 2022.

#### Participants
Les 64 clubs sont répartis dans 4 groupes par géographie (pour éviter les longs déplacements) et par niveau.

#### Rencontres
- Groupe A

| Date           | Heure | Club                        | Résultat          | Club                     | Stade                                         | Réf.    |
| -------------- | ----- | --------------------------- | ----------------- | ------------------------ | --------------------------------------------- | ------- |
| 9 janvier 2022 | 14h30 | US Torcy                    | 1 - 4             | Le Havre AC              | Complexe Sportif du Fremoy, Torcy             | Rapport |
| 9 janvier 2022 | 14h30 | US Boulogne                 | 4 - 0             | EB Saint-Cyr-sur-Loire   | Stade de la Waroquerie, Saint-Martin-Boulogne | Rapport |
| 9 janvier 2022 | 14h30 | Valenciennes FC             | 2 - 2 (3 T.a.b 2) | FC Chambly Oise          | Stade centre formation VAFC N°2, Famars       | Rapport |
| 9 janvier 2022 | 14h30 | RC Argenteuil               | 1 - 1 (7 T.a.b 6) | Montfermeil FC           | Stade du Coudray, Argenteuil                  | Rapport |
| 9 janvier 2022 | 14h30 | LOSC Lille                  | 1 - 1 (2 T.a.b 4) | Paris Saint-Germain      | Complexe Sportif de Luchin, Camphin-en-Pévèle | Rapport |
| 9 janvier 2022 | 14h30 | FC Rouen 1899               | 1 - 3             | SM Caen                  | Stade Pierre Lefrançois, Le Grand-Quevilly    | Rapport |
| 9 janvier 2022 | 14h30 | AS Marck                    | 0 - 6             | Amiens SC                | Stade Jean-Claude Agneray 3, Marck            | Rapport |
| 9 janvier 2022 | 14h30 | US Quevilly Rouen Métropole | 0 - 0 (5 T.a.b 4) | Entente Feignies Aulnoye | Stade Mahmoud Tiarci, Le Petit-Quevilly       | Rapport |

- Groupe B

| Date           | Heure | Club                 | Résultat          | Club                         | Stade                                            | Réf.    |
| -------------- | ----- | -------------------- | ----------------- | ---------------------------- | ------------------------------------------------ | ------- |
| 8 janvier 2022 | 14h30 | FC Chalon            | 0 - 5             | RC Strasbourg Alsace         | Stade Léo Lagrange 3, Chalon-sur-Saône           | Rapport |
| 9 janvier 2022 | 11h00 | Stade de Reims       | 0 - 3             | Clermont Foot 63             | Stade Blériot Stade de Reims, Bétheny            | Rapport |
| 9 janvier 2022 | 14h00 | AS Saint-Apollinaire | 1 - 1 (3 T.a.b 4) | FC 93 Bobigny-Bagnolet-Gagny | Complexe Sportif de Louzole, Saint-Apollinaire   | Rapport |
| 9 janvier 2022 | 14h30 | ES Troyes AC         | 2 - 1             | Bourg-en-Bresse 01           | Complexe Sportif de l'Aube, Rosières-près-Troyes | Rapport |
| 9 janvier 2022 | 14h30 | Paris 13 Atletico    | 2 - 0             | FCSR Haguenau                | Stade Boutroux, Paris                            | Rapport |
| 9 janvier 2022 | 14h30 | AJ Auxerre           | 2 - 1             | Dijon FCO                    | Stade Abbe Deschamps A1, Auxerre                 | Rapport |
| 9 janvier 2022 | 14h30 | Olympique lyonnais   | 3 - 1             | FC Metz                      | Stade centre formation Académie 1, Meyzieu       | Rapport |
| 9 janvier 2022 | 14h30 | FC Kronenbourg       | 2 - 5             | ASPTT Dijon                  | Stade de Cronenbourg, Strasbourg                 | Rapport |

- Groupe C

| Date           | Heure | Club                 | Résultat          | Club                   | Stade                                     | Réf.    |
| -------------- | ----- | -------------------- | ----------------- | ---------------------- | ----------------------------------------- | ------- |
| 8 janvier 2022 | 14h30 | Olympique de Valence | 2 - 1             | Istres FC              | Stade Chamberlière, Valence               | Rapport |
| 9 janvier 2022 | 14h30 | SO Millau Football   | 0 - 3             | OGC Nice               | Stade Maladrerie 3, Millau                | Rapport |
| 9 janvier 2022 | 14h30 | AC Ajaccio           | 1 - 1 (4 T.a.b 2) | Olympique de Marseille | Stade François-Coty 2, Ajaccio            | Rapport |
| 9 janvier 2022 | 14h30 | Canet Roussillon FC  | 0 - 0 (7 T.a.b 6) | US Colomiers           | Stade Saint-Michel 2, Canet-en-Roussillon | Rapport |
| 9 janvier 2022 | 14h30 | AS Saint-Priest      | 2 - 3             | Lyon-La Duchère        | Stade Jacques Joly N°2, Saint-Priest      | Rapport |
| 9 janvier 2022 | 14h30 | Nîmes Olympique      | 0 - 5             | AS Monaco              | Complexe Sportif La Bastide, Nîmes        | Rapport |
| 9 janvier 2022 | 14h30 | ASPTT Marseille      | 0 - 0 (3 T.a.b 0) | AS Béziers             | Stade Roger Lebert, Marseille             | Rapport |
| 9 janvier 2022 | 14h30 | Vénissieux FC        | 0 - 3             | Montpellier HSC        | Stade Laurent Gérin, Vénissieux           | Rapport |

- Groupe D

| Date           | Heure | Club                      | Résultat          | Club                  | Stade                                         | Réf.    |
| -------------- | ----- | ------------------------- | ----------------- | --------------------- | --------------------------------------------- | ------- |
| 9 janvier 2022 | 14h30 | Stade rennais FC          | 2 - 0             | Girondins de Bordeaux | Stade de la Piverdière, Rennes                | Rapport |
| 9 janvier 2022 | 14h30 | Stade plabennécois        | 0 - 4             | Angers SCO            | Stade Louis Goasduff, Plabennec               | Rapport |
| 9 janvier 2022 | 14h30 | FC Lorient                | 1 - 1 (4 T.a.b 5) | AS Vitré              | Complexe Sportif Espace FCL 2, Ploemeur       | Rapport |
| 9 janvier 2022 | 14h30 | Stade briochin            | 5 - 1             | FCE Mérignac Arlac    | Stade Fred-Aubert, Saint-Brieuc               | Rapport |
| 9 janvier 2022 | 14h30 | Stade lavallois           | 1 - 2             | Stade brestois 29     | Stade des Gandonnières N°7, Laval             | Rapport |
| 9 janvier 2022 | 14h30 | SC Beaucouzé              | 0 - 5             | FC Nantes             | Stade Jacques Aubineau, Beaucouzé             | Rapport |
| 9 janvier 2022 | 14h30 | Saint-Pryvé Saint-Hilaire | 1 - 3             | US Avranches          | Stade du Grand Clos, Saint-Pryvé-Saint-Mesmin | Rapport |
| 9 janvier 2022 | 14h30 | USM Saran                 | 2 - 0             | SO Cholet             | Stade Jacques Mazzuca N°1, Saran              | Rapport |

### Seizièmes de finale
Le tirage au sort a lieu le 13 janvier 2022.
Les rencontres ont lieu le dimanche 30 janvier 2022.
- Participants

Les 32 clubs sont répartis dans 2 groupes par géographie (pour éviter les longs déplacements).

#### Rencontres
- Groupe A

| Date            | Heure | Club                        | Résultat          | Club                | Stade                                   | Réf.    |
| --------------- | ----- | --------------------------- | ----------------- | ------------------- | --------------------------------------- | ------- |
| 30 janvier 2022 | 14h30 | Stade briochin              | 1 - 4             | Stade brestois 29   | Stade Chaptal, Saint-Brieuc             | Rapport |
| 30 janvier 2022 | 14h30 | AS Vitré                    | 0 - 3             | FC Nantes           | Stade Municipal, Vitré                  | Rapport |
| 30 janvier 2022 | 14h30 | RC Argenteuil               | 0 - 2             | SM Caen             | Stade du Coudray 1, Argenteuil          | Rapport |
| 30 janvier 2022 | 14h30 | Le Havre AC                 | 1 - 0             | Paris Saint-Germain | Stade de la Cavée verte, Le Havre       | Rapport |
| 30 janvier 2022 | 14h30 | Angers SCO                  | 2 - 2 (3 T.a.b 4) | US Avranches        | Stade de la Salpinte, Angers            | Rapport |
| 30 janvier 2022 | 14h30 | Valenciennes FC             | 1 - 1 (4 T.a.b 5) | Stade rennais FC    | Stade Centre Formation VAFC N°2, Famars | Rapport |
| 30 janvier 2022 | 14h30 | US Quevilly Rouen Métropole | 0 - 3             | Amiens SC           | Stade Mahmoud Tiarci, Le Petit-Quevilly | Rapport |
| 30 janvier 2022 | 14h30 | USM Saran                   | 1 - 1 (4 T.a.b 2) | US Boulogne         | Stade Jacques Mazzuca N°1, Saran        | Rapport |

- Groupe B

| Date            | Heure | Club                         | Résultat          | Club               | Stade                                           | Réf.    |
| --------------- | ----- | ---------------------------- | ----------------- | ------------------ | ----------------------------------------------- | ------- |
| 30 janvier 2022 | 14h30 | Paris 13 Atletico            | 3 - 1             | ASPTT Marseille    | Stade Boutroux, Paris                           | Rapport |
| 30 janvier 2022 | 14h30 | OGC Nice                     | 0 - 1             | AC Ajaccio         | Stade de la Plaine du Var N°1, Nice             | Rapport |
| 30 janvier 2022 | 14h30 | Olympique de Valence         | 0 - 4             | ES Troyes AC       | Stade Chamberlière 1, Valence                   | Rapport |
| 30 janvier 2022 | 14h30 | RC Strasbourg Alsace         | 3 - 3 (5 T.a.b 4) | Montpellier HSC    | Parc des Sports Stadium, Molsheim               | Rapport |
| 30 janvier 2022 | 14h30 | Canet Roussillon FC          | 1 - 1 (5 T.a.b 4) | AJ Auxerre         | Stade Saint-Michel 2, Canet-en-Roussillon       | Rapport |
| 30 janvier 2022 | 14h30 | AS Monaco                    | 1 - 1 (2 T.a.b 4) | Olympique lyonnais | Stade du Prince Héréditaire Jacques, Beausoleil | Rapport |
| 30 janvier 2022 | 14h30 | FC 93 Bobigny-Bagnolet-Gagny | 2 - 1             | ASPTT Dijon        | Stade Auguste Delaune 1, Bobigny                | Rapport |
| 30 janvier 2022 | 15h30 | Lyon-La Duchère              | 1 - 1 (4 T.a.b 2) | Clermont Foot 63   | Stade de la Sauvegarde, Lyon                    | Rapport |

### Huitièmes de finale
Le tirage au sort a lieu le 3 février.
Les rencontres ont lieu le dimanche 20 février 2022.
| samedi 19 février 2022 | RC Strasbourg Alsace    | 2 - 1   | US Avranches | Parc des sports 1, Ernolsheim-Bruche |                            |
| 14h30                  | Rafii 9e · Ouattara 73e | (1 - 1) | 45e Boinali  | Arbitrage : Pierre Huertas           | Arbitrage : Pierre Huertas |
| 14h30                  | Rapport                 |         |              | Arbitrage : Pierre Huertas           | Arbitrage : Pierre Huertas |

| dimanche 20 février 2022 | ES Troyes AC            | 3 - 2   | FC Nantes                          | Complexe Sportif de l'Aube 2, Rosières-près-Troyes |                                        |
| 14h30                    | Seha 30e · Dong 34e 40e | (3 - 1) | 14e Tabibou Assoumani · 79e Camara | Diffuseur : FFF Arbitrage : Alexis Gil             | Diffuseur : FFF Arbitrage : Alexis Gil |
| 14h30                    | Rapport                 |         |                                    | Diffuseur : FFF Arbitrage : Alexis Gil             | Diffuseur : FFF Arbitrage : Alexis Gil |

| dimanche 20 février 2022 | Canet Roussillon FC | 0 - 2   | Olympique lyonnais        | Stade Saint-Michel, Canet-en-Roussillon |                               |
| 14h30                    |                     | (0 - 0) | 73e El Arouch · 90e Gueye | Arbitrage : Antonin Frappreau           | Arbitrage : Antonin Frappreau |
| 14h30                    | Rapport             |         |                           | Arbitrage : Antonin Frappreau           | Arbitrage : Antonin Frappreau |

| dimanche 20 février 2022 | Lyon-La Duchère         | 2 - 0   | Le Havre AC | Stade de Balmont, Lyon     |                            |
| 14h30                    | Chafaa 33e · B'Chir 90e | (1 - 0) |             | Arbitrage : Yanis Chomette | Arbitrage : Yanis Chomette |
| 14h30                    | Rapport                 |         |             | Arbitrage : Yanis Chomette | Arbitrage : Yanis Chomette |

| dimanche 20 février 2022 | USM Saran                       | 2 - 2   | FC 93 Bobigny-Bagnolet-Gagny | Stade Jacques Mazzuca N°1, Saran |                            |
| 14h30                    | Daudin 7e · Do Vale Valente 40e | (2 - 0) | 69e Camara                   | Arbitrage : Julien Grimaud       | Arbitrage : Julien Grimaud |
| 14h30                    | Rapport                         |         |                              | Arbitrage : Julien Grimaud       | Arbitrage : Julien Grimaud |
| 14h30                    | Tirs au but 2 - 3               |         |                              | Arbitrage : Julien Grimaud       | Arbitrage : Julien Grimaud |

| dimanche 20 février 2022 | Stade brestois 29 | 0 - 3   | SM Caen                         | Stade Francis-Le Blé, Brest              |                                          |
| 14h30                    |                   | (0 - 1) | 25e 86e Bassette · 48e Lebreton | Diffuseur : FFF Arbitrage : Yohann Tible | Diffuseur : FFF Arbitrage : Yohann Tible |
| 14h30                    | Rapport           |         |                                 | Diffuseur : FFF Arbitrage : Yohann Tible | Diffuseur : FFF Arbitrage : Yohann Tible |

| dimanche 20 février 2022 | Paris 13 Atletico | 0 - 2   | Stade rennais FC | Stade Boutroux, Paris     |                           |
| 14h30                    |                   | (0 - 2) | 5e 22e Samaké    | Arbitrage : Yanis Benkada | Arbitrage : Yanis Benkada |
| 14h30                    | Rapport           |         |                  | Arbitrage : Yanis Benkada | Arbitrage : Yanis Benkada |

| dimanche 20 février 2022 | Amiens SC                              | 3 - 3   | AC Ajaccio                             | Stade de la Licorne, Amiens  |                              |
| 14h30                    | Touho 8e · Digbeu 88e · Ilenikhena 90e | (1 - 0) | 60e 68e Martinez-Jullien · 70e Gustave | Arbitrage : Mathieu Sejourne | Arbitrage : Mathieu Sejourne |
| 14h30                    | Rapport                                |         |                                        | Arbitrage : Mathieu Sejourne | Arbitrage : Mathieu Sejourne |
| 14h30                    | Tirs au but 3 - 5                      |         |                                        | Arbitrage : Mathieu Sejourne | Arbitrage : Mathieu Sejourne |

### Quarts de finale
Le tirage au sort a lieu le 23 février 2022,.
Les rencontres ont lieu le dimanche 13 mars 2021.
| dimanche 13 mars 2022 | Olympique lyonnais         | 2 - 0   | RC Strasbourg Alsace | Stade Gérard Houllier, Décines-Charpieu  |                                          |
| 14h30                 | Sarr 7e · Niang Fuhrer 81e | (1 - 0) |                      | Diffuseur : FFF Arbitrage : Romain Retif | Diffuseur : FFF Arbitrage : Romain Retif |
| 14h30                 | Rapport                    |         |                      | Diffuseur : FFF Arbitrage : Romain Retif | Diffuseur : FFF Arbitrage : Romain Retif |

| dimanche 13 mars 2022 | Lyon-La Duchère | 1 - 2   | SM Caen                  | Stade de Balmont, Lyon                       |                                              |
| 14h30                 | Chafaa 24e      | (1 - 1) | 36e Bassette · 69e Hafid | Diffuseur : FFF Arbitrage : Lukas Puzilewicz | Diffuseur : FFF Arbitrage : Lukas Puzilewicz |
| 14h30                 | Rapport         |         |                          | Diffuseur : FFF Arbitrage : Lukas Puzilewicz | Diffuseur : FFF Arbitrage : Lukas Puzilewicz |

| dimanche 13 mars 2022 | FC 93 Bobigny-Bagnolet-Gagny | 0 - 4   | Stade rennais FC             | Stade Auguste Delaune 1, Bobigny              |                                               |
| 14h30                 |                              | (0 - 2) | 41e 81e Tel · 44e 80e Samaké | Diffuseur : FFF Arbitrage : Nicolas Laurenson | Diffuseur : FFF Arbitrage : Nicolas Laurenson |
| 14h30                 | Rapport                      |         |                              | Diffuseur : FFF Arbitrage : Nicolas Laurenson | Diffuseur : FFF Arbitrage : Nicolas Laurenson |

| dimanche 13 mars 2022 | ES Troyes AC                | 3 - 1   | AC Ajaccio | Complexe Sportif de l'Aube 2, Rosières-près-Troyes |                                          |
| 14h30                 | Dong 42e 50e · Bangoura 60e | (1 - 1) | 17e Smaali | Diffuseur : FFF Arbitrage : Elian Douart           | Diffuseur : FFF Arbitrage : Elian Douart |
| 14h30                 | Rapport                     |         |            | Diffuseur : FFF Arbitrage : Elian Douart           | Diffuseur : FFF Arbitrage : Elian Douart |

### Demi-finales
Le tirage au sort a lieu le 23 février 2022, en même temps que les quarts de finale.
Les rencontres ont lieu le dimanche 10 avril 2021.
| dimanche 10 avril 2022 | Olympique lyonnais                | 3 - 1   | ES Troyes AC | Stade Gérard Houllier, Décines-Charpieu  |                                          |
| 15h00                  | Sarr 36e · Lagha 39e · Fougeu 57e | (2 - 1) | 10e Kohon    | Diffuseur : FFF Arbitrage : Lucas Baudon | Diffuseur : FFF Arbitrage : Lucas Baudon |
| 15h00                  | Rapport                           |         |              | Diffuseur : FFF Arbitrage : Lucas Baudon | Diffuseur : FFF Arbitrage : Lucas Baudon |

| dimanche 10 avril 2022 | SM Caen                               | 3 - 3   | Stade rennais FC                  | Stade Michel-d'Ornano, Caen                                      |                                                                  |
| 15h00                  | Bassette 15e 80e (pen.) · Bolumbu 25e | (2 - 2) | 32e Jacquet · 38e Cissé · 73e Tel | Spectateurs : 11 237 Diffuseur : FFF Arbitrage : Dario de Quarti | Spectateurs : 11 237 Diffuseur : FFF Arbitrage : Dario de Quarti |
| 15h00                  | Rapport                               |         |                                   | Spectateurs : 11 237 Diffuseur : FFF Arbitrage : Dario de Quarti | Spectateurs : 11 237 Diffuseur : FFF Arbitrage : Dario de Quarti |
| 15h00                  | Tirs au but 5 - 3                     |         |                                   | Spectateurs : 11 237 Diffuseur : FFF Arbitrage : Dario de Quarti | Spectateurs : 11 237 Diffuseur : FFF Arbitrage : Dario de Quarti |

### Finale
La finale se joue en ouverture de la finale de la Coupe de France 2021-2022.
| Finale                  | Olympique lyonnais | 1 - 1   | SM Caen     | Stade de France, Saint-Denis       |                                    |
| Samedi 7 mai 2022 17h15 | El Arouch 66e      | (0 - 0) | 80e Niakaté | Arbitrage : Florian Della Tomasina | Arbitrage : Florian Della Tomasina |
| Samedi 7 mai 2022 17h15 | Rapport            |         |             | Arbitrage : Florian Della Tomasina | Arbitrage : Florian Della Tomasina |
| Samedi 7 mai 2022 17h15 | Tirs au but 5 - 4  |         |             | Arbitrage : Florian Della Tomasina | Arbitrage : Florian Della Tomasina |

## Synthèse

### Localisation des clubs engagés pour la phase finale
| [[Fichier:France location map-Regions and departements-2016.svg\|750px\|{{#if:\|{{{alt}}}\|Coupe Gambardella 2021-2022 est dans la page France.]]Bourg-en-Bresse 01 Clermont Foot 63 AS Saint-Priest Olympique de Valence Vénissieux FC AJ Auxerre FC Chalon AS Saint-Apollinaire Stade brestois 29 Stade briochin FC Lorient Stade plabennécois Stade rennais FC AS Vitré USM Saran EB Saint-Cyr-sur-Loire Saint-Pryvé Saint-Hilaire FC AC Ajaccio FC Metz FCSR Haguenau Stade de Reims ES Troyes AC Amiens SC US Boulogne FC Chambly Oise Feignies Aulnoye FC LOSC Lille AS Marck Valenciennes FC Istres FC AS Monaco OGC Nice US Avranches SM Caen Le Havre AC Girondins de Bordeaux FCE Mérignac Arlac AS Béziers Canet Roussillon FC US Colomiers SO Millau Football Montpellier HSC Nîmes Olympique Angers SCO SC Beaucouzé SO Cholet Stade lavallois FC Nantes Dijon Lyon Marseille Rouen Strasbourg Villes ayant plusieurs clubs : · Clubs de Dijon ASPTT Dijon · Dijon FCO Clubs de Lyon Lyon-La Duchère · Olympique lyonnais Clubs de Marseille Olympique de Marseille · ASPTT Marseille Clubs de Paris Paris 13 Atletico · Paris Saint-Germain Clubs de Rouen US Quevilly Rouen Métropole · FC Rouen 1899 Clubs de Strasbourg FC Kronenbourg · RC Strasbourg Localisation des clubs métropolitains | · [[Fichier:Ile-de-France_region_location_map.svg\|300px\|{{#if:\|{{{alt}}}\|Coupe Gambardella 2021-2022 est dans la page Île-de-France.]]Paris RC Argenteuil FC 93 BBG Montfermeil FC US Torcy Localisation des clubs d'Île-de-France \| Légende 32es de finale 16es de finale 8es de finale Quarts de finale Demi-finales Finaliste Vainqueur \| |
| Légende 32es de finale 16es de finale 8es de finale Quarts de finale Demi-finales Finaliste Vainqueur | |